# Carex woodii
Carex woodii är en halvgräsart som beskrevs av Chester Dewey. Carex woodii ingår i släktet starrar, och familjen halvgräs. Inga underarter finns listade i Catalogue of Life.